# 阿夫马多区
阿夫馬多區是索馬利亞的一個區，位於該國南部的下朱巴州，首府為阿夫马多。
阿夫馬多區是下朱巴州最老的區之一，最早於1896年設立城鎮。本區的居民主要是歐加登族與馬雷漢族，並以飼養家畜為主要經濟活動。

## 城鎮
阿夫馬多區下轄五個城鎮：
1. Afmadow
2. Billis Qooqaani
3. Dhoobley
4. Tabto
5. Xayo

## 外部鏈結
- 阿夫馬多區行政區域圖 （页面存档备份，存于）
- 阿夫馬多區在Google地圖上的位置 （页面存档备份，存于）